# Jason Burkstede
Jason Burkstede – amerykański snowboardzista. Nie startował na igrzyskach olimpijskich ani na mistrzostwach świata w snowboardzie i mistrzostwach w San Candido. Najlepsze wyniki w Pucharze Świata osiągnął w sezonie 1995/1996, kiedy to zajął 25. miejsce w klasyfikacji halfpipe’a.

## Sukcesy

### Puchar Świata

#### Miejsca w klasyfikacji halfpipe’a
- 1995/1996 - 25.

#### Miejsca na podium
1. Boreal Ridge – 9 marca 1996 (Halfpipe) - 3. miejsce